# تورا پیچیلی
تورا پیچیلی (به ایتالیایی: Tora e Piccilli) یک کومونه در ایتالیا است که در استان کسرتا واقع شده‌است. تورا پیچیلی ۱۲٫۵ کیلومتر مربع مساحت و ۹۴۷ نفر جمعیت دارد و ۳۴۳ متر بالاتر از سطح دریا واقع شده‌است.